# 獨協大学
獨協大学（どっきょうだいがく、英語:Dokkyo University）は、埼玉県草加市学園町1番1号に本部を置く日本の私立大学。1883年創立、1964年大学設置。

## 概観

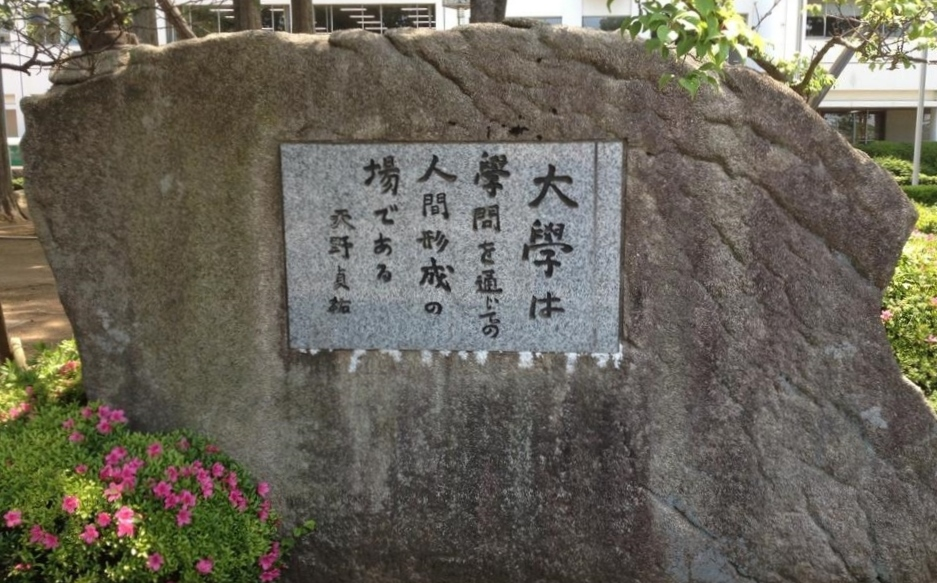
建学の碑。天野貞祐により掲げられた理念が刻まれ、開学時に入魂式が行われた。

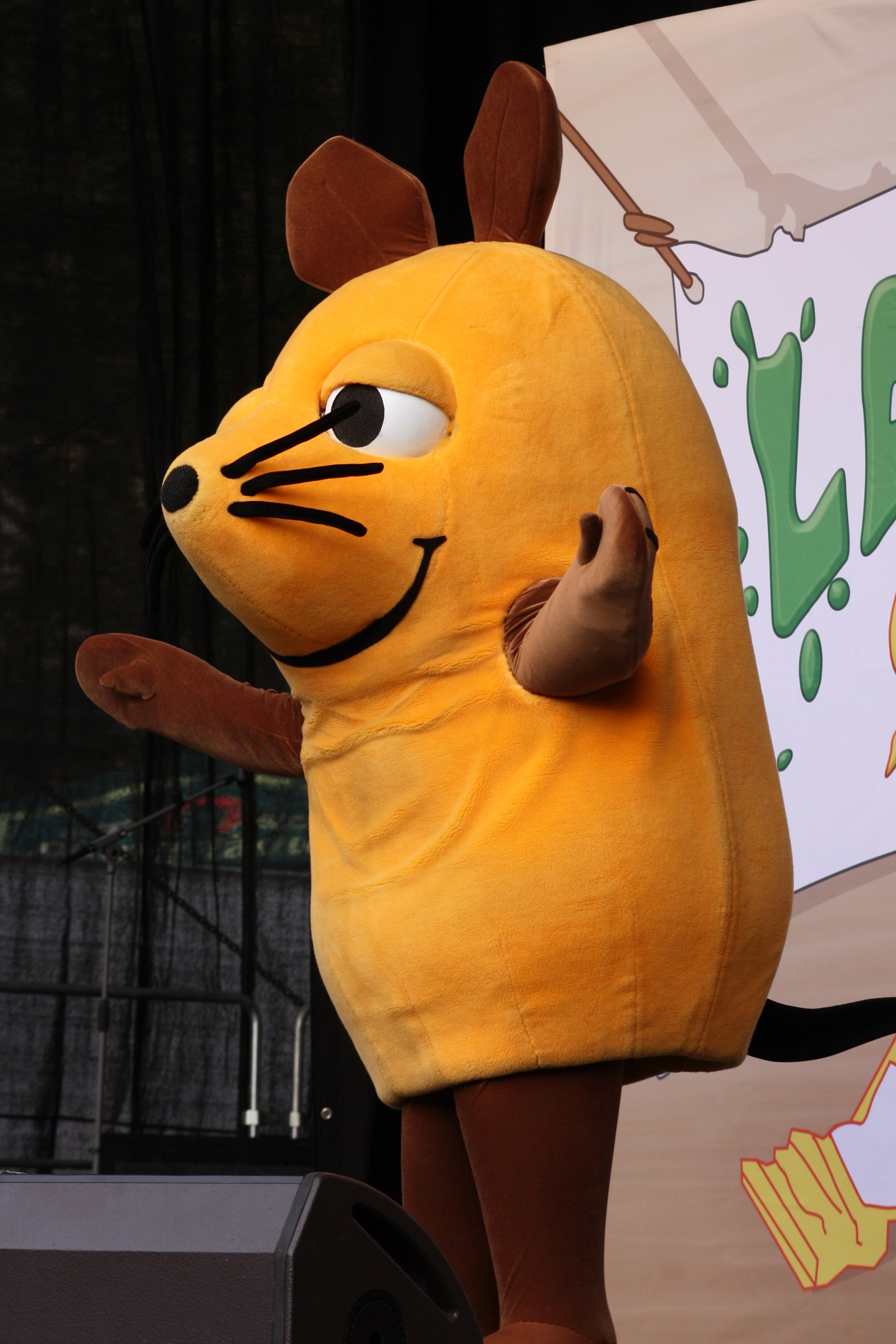
イメージキャラクターを務めるMaus。

### 大学全体
獨協大学は、1883年（明治16年）に創立された獨逸学協会学校を起源に持つ大学である。1964年に天野貞祐を初代学長に迎え、大学が設置された。外国語学部・経済学部・法学部・国際教養学部の4学部11学科、大学院3研究科を置く。
- 「大学は学問を通じての人間形成の場である」が建学の理念であり、「実学の伝統」と「人間尊重の思想」の流れが融合した教育指針を持つ[1][2]。
- 「無宗教大学」であり、宗教系大学のような宗教教育は行われていない｡
- 2023年度時点で、私大の過半数が定員割れしている中で、獨協大の「定員充足率」は、全国2位の高さである（※定員4,000人以上の大学中）[3]。

### 学風および特色
以下3領域を柱とした人文・社会科学系の教育研究が中心であるが、「文理融合教育」も全学的に行われている。

#### 1. 語学教育
獨逸学協会学校から一貫して「語学教育を軸としたグローバル人材の育成」を教育目的としており、「語学関連の取り組みは極めて充実している」と評価されている（大学基準協会より）。
- 語学を教育研究の「コア」としている[6]。
  - 学則1条：「語学教育を重視する」旨が記載
  - 学位授与方針：全学部で「語学の運用能力」を重視
- 語学教育プログラムは「全学共通カリキュラム（全カリ）」と「各学部学科の専門カリキュラム」の双方で行われ、以下15言語の体系立った教育が行われている[注釈 1][6][9][10][11][12][10][13][10][6]。
  - 英語・ドイツ語・フランス語・スペイン語・中国語・韓国語・イタリア語・ポルトガル語・ロシア語・タイ語・アラビア語・現代ヘブライ語・トルコ語・古典ギリシア語・ラテン語[注釈 2]
- 語学関連施設は、本学の施設の中でも特に充実しており[14][10]、最新鋭の外国語学習施設に加え、「英語学習サポートルーム」（英語学習の計画・実践をサポートする）や、「Chat Room」（英語・ドイツ語・フランス語・スペイン語・中国語・韓国語の会話を中心としたレッスンが無料で受けられる）なども用意されている[15][16][17]。
- 「語学の獨協」という評判を確立しており、「語学の名門大学」として出没!アド街ック天国で紹介された[14][6][18]。また、本学の語学教育を動機として入学を希望する者が、非語学系学部にも一定数いる[6]。

#### 2. 国際交流
学則に「グローバル人材の育成」を目標として掲げ、教育における使命の一つとしている。
- 「国際化推進ビジョン」を策定しており、「①.外国語教育の充実を核とする国際的共学の場の創出」「②.学内の国際化[21]」「③.グローバル化した地域への貢献」「④.学生の海外留学の促進」を目的として[22][23]、英語で留学生とともに学ぶ科目の設置や、外国人教員の専任率の上昇に取り組んでいる。
- 「国連アカデミック・インパクト」に参画しており、目標達成[注釈 3]に向けて取り組んでいる[24]。
- 留学生や海外経験者と異文化交流できる知的空間である「ICZ（International Communication Zone）」や、学内で開催されるイベントを通じて、日本人学生と外国人留学生の交流が行われている[25][15][16][17]
- 世界各国の大学と学術交流協定を結んでおり、学生の留学支援を積極的に行っている。特にマンチェスター大学をはじめとする英語圏へ留学する学生は多い[26]。
- 草加市と「国際交流フェスティバル」などを共催し、外国籍市民との交流を行っている（所在地である草加市は、外国籍市民が多く在住している）[21]。
- 地域の外国人居住者のために日本語講座を開講し[27]、各種語学講座を学外にも実施している[注釈 4][6]。
- 外国語学部には、獨逸学協会学校を源流とする外国語教育と国際交流の伝統が受け継がれており、専攻する言語をツールとして、その言語圏の専門知識（英語圏、ドイツ語圏、フランス語圏）やグローバル社会について学ぶ[28]。
英語学科や交流文化学科では移民・難民、アフリカをめぐる国際関係（国際支援、貧困、紛争など）などに関する教育・研究や関連したイベントなども行われている[29]。
  - 英語学科では、「グローバル教養科目群」と「コース科目」を組み合わせた教育が、英語を用いて行われている。
学生は2年次から各コースに所属し、「英語圏（言語・文化・社会・メディア）／グローバル社会」の各専門知識を体系的に学ぶ一方で、所属コースに関係なく「グローバル教養科目（多文化共生社会／英語教育／グローバル・ビジネス／Japan Studies）」を学ぶことができる[28][30][31][32]。
また、「香港プログラム」（香港を訪問し、現地の学生と交流、英語でのリサーチ、プレゼンテーション、レポート執筆等を行う研修）を実施している[27]。
  - 交流文化学科では、「『人』と『もの』が交流する文化」についての教育が、3つの視点(「ツーリズム研究」「エスニシティ研究」「グローバル社会」)から行われている。
卒業後も「ツーリズム産業」に就職する学生が多く、実習科目を含む「ツーリズム・キャリア・プログラム」が設置されている[33][34][35][36]。
  - 学科横断教育：学科間の連携も行われており、4学科共通の授業として「合併科目」（「多文化共生」や「他者理解」などに関する授業）や「学科横断演習」（異なる言語を専攻する学生が、アクティブラーニング型の学びを一緒に行うことで異文化体験を行う）が設置されている。
また、提携科目制度により、他学科の専門科目を自学科の専門科目として履修することができる[28]。
- 国際教養学部では、環太平洋地域の諸地域（スペイン・ラテンアメリカ、中国、韓国、日本）、および多言語・多文化社会に関する教育・研究を行っている[37][38][39][40]。
- 経済学部では、ベトナム、ミャンマー、カンボジア、ラオス、タイなどへ海外合宿を行い、現地の国際機関への視察や報告書作成を行っている[41]。

#### 3. リベラル・アーツ
- 全学共通カリキュラム（全カリ）
学際的教育が重視されており、全学部横断型のリベラル・アーツプログラム「全学共通カリキュラム（全カリ）」が整備されている。かつての教養課程を再編し、2003年にスタートした。
全学生（全学部・全学年）が一つのキャンパスで学ぶ「オールインキャンパス」により、他学部・他学科の授業科目を履修しやすい環境があり、以下の取り組みを通じて、多面的なものの見方・価値基準を身につけることを目的としている。
① 自分の専攻分野以外の知識やスキルの獲得
② 他学部・他学科の学生と一緒に学ぶことで、自分の専門分野とは異なる視点への気づき
特に以下の点で、大学における一般的な教養科目プログラムとは異なる[42][43][44][45][46][47][48]。
  - 一つの学部相当以上の科目数が開講されている。
  - 各学部の専門教育と同等な「サブメジャー」としての位置づけであり、1年～4年までの全学生が学部・学科の枠を越えて、自分の好きな科目を選択して履修する（一般的な教養科目は、専門教育の下位に位置し、主に1･2年生向けである）。
  - 本プログラム専任の教員はおらず、4学部（外国語・国際教養・経済・法律）所属の教員が担当している。各学部から専門科目が提供されており、他学部の専門分野を体系立てて学ぶことも出来る（外国語学部生が経済分野の科目を12単位分履修するなど）。
  - 積極的に学外の講師や実務家を招聘している。総合講座形式で複数の教員が担当する授業や、複数の教員が同一のコマの中で協力をして行う授業などが取り入れられている。
  - 縦軸に「現代世界の課題」、横軸に「技術・方法論」を設定して作成されたマトリックスのコマの一つ一つに、現代世界の課題に即した科目を充てることで、時代に即応して科目内容等を見直すことができるように柔軟に組織されている。
- 国際教養学部は、元々外国語学部にあった教養科目を独立させて設置されたため、本プログラムと繋がりが特に強く、国際教養学部の専門科目は、特に多く本プログラム内に開放されている。国際教養学部生は、以下の10分野から、2分野を選択し30単位分履修し、残りは自由に履修することができる。
  - 「スペイン・ラテンアメリカ研究」「中国研究」「韓国研究」「日本研究」「言語教育研究」「グローバル社会研究」「教育科学研究」「人文学研究」「認知・行動科学研究」「データサイエンス研究」
- アクティブ・ラーニング
学生が主体的に学ぶアクティブ・ラーニングや問題解決学習が重視・推進されている[49][50]。
  - キャンパス全体が、アクティブ・ラーニングを想定して設計・展開されている[51]。
  - 学外でフィールドワークを伴った活動も行われている[注釈 5][52][53][54][55][56][57][50][58]。
- 文理融合教育
自然科学系の教育研究も行われており[59]、獨協大学の強みである「文系の専門分野（語学・経済・法律など）」に「理系のスキル」もプラスされた「文理融合人材」の育成も全学的に行われている[5][60]。
  - 情報学
    - 情報学研究所は「情報学」に関する研究を行っている[61]。
    - 「情報科学教育プログラム」が24年4月より開始されている。従来より経済学部で行われていた情報科学教育が全学規模に発展・拡大したプログラムである。前述した「全学共通カリキュラム」内で展開され、全学部（外国語・国際教養・経・法）の学生が「AI」「プログラミング」「データサイエンス」「メディアデザイン」を学ぶことができる[62][63][64][65]。
    - 文系私大としては充実したIT環境を備えている[66]。
    - 経営学科では教職免許「情報」が取得可能である[67][68][69][70]。

  - 環境学
    - 環境共生研究所は「環境学」に関する研究を行っている[71][72]。
    - 国際環境経済学科は日本唯一の学科であり、社会科学と自然科学の視点を組み合わせた教育研究を行っている[73][74]。
地球環境問題や開発・貧困問題について経済学の視点から解決策を考え、持続可能な社会の実現を目指す[73]。
    - 市民団体、NPO、行政等と連携した水質調査・浄化活動、啓蒙活動、小学校での環境教育などにも取り組んでおり、環境省による「水・土壌環境保全活動功労者表彰」を受賞している[75]。

### その他の特色

#### 1. 地域社会
- 地域社会と連携した取り組みや教育も行われている[27]。
  - 草加市内の小学生を対象にした「子ども大学そうか」を実施している[76][27]。
  - 子どもに関わる問題に対応する「地域と子どもリーガルサービスセンター」を展開している[注釈 6][77][27]。
  - 足立区生涯学習センター主催の「大学生による活動（地域貢献活動や社会問題の研究など）の報告会」に参加している（帝京科学大学、東京電機大学、東京未来大学、文教大学も参加）[78]。
  - 本学の地域総合研究所は「諸地域が抱える課題に関する調査・研究」を行っており[79]、研究成果は総合政策学科での教育に反映されている[80]。
    - 法学部では地域自治体と連携し、地方行政の課題に取り組む授業を開講されている[27]。
- 草加市と「草加市・獨協大学協働宣言」及び「草加市・獨協大学基本協定書」を締結している[81]。
  - 地域活性化を目的とした「草加市・獨協大学地域研究プロジェクト」を実施している[82]。
  - 草加市・草加商工会議所と協働し、街の活性化をはかる「そうか産学行連携事業」を実施している[83][82]。
- WELL BIND（ウェルバインド）
従来からの草加市、獨協大学、独立行政法人都市再生機構による3者連携に、東武鉄道株式会社、トヨタホーム株式会社を加えた産官学5者によるまちづくり連携協定[84][27][82]。

#### 2. 人権宣言 & その他
- 『獨協大学人権宣言』を表明している[85][86]。

- SDGs：埼玉県内の大学として初めて「埼玉県SDGsパートナー」への登録を完了し、以下を重点項目として取り組んでいる[87][88]。
  - ①. SDGs人材の輩出（以下に関連する授業科目数の増加[89]）
    - （指標1）貧困をなくそう
    - （指標4）質の高い教育をみんなに
    - （指標16）平和と公正をすべての人に
    - （指標17）パートナーシップで目標を達成しよう

  - ②. ダイバーシティ ＆ インクルージョン & 女性活躍の推進
    - 埼玉県より「仕事と家庭の両立支援や女性の活躍推進に積極的に取り組んでいる企業」として「プラチナ認定」を獲得している[90]。

  - ③. CO2排出量削減

## 沿革

### 年表

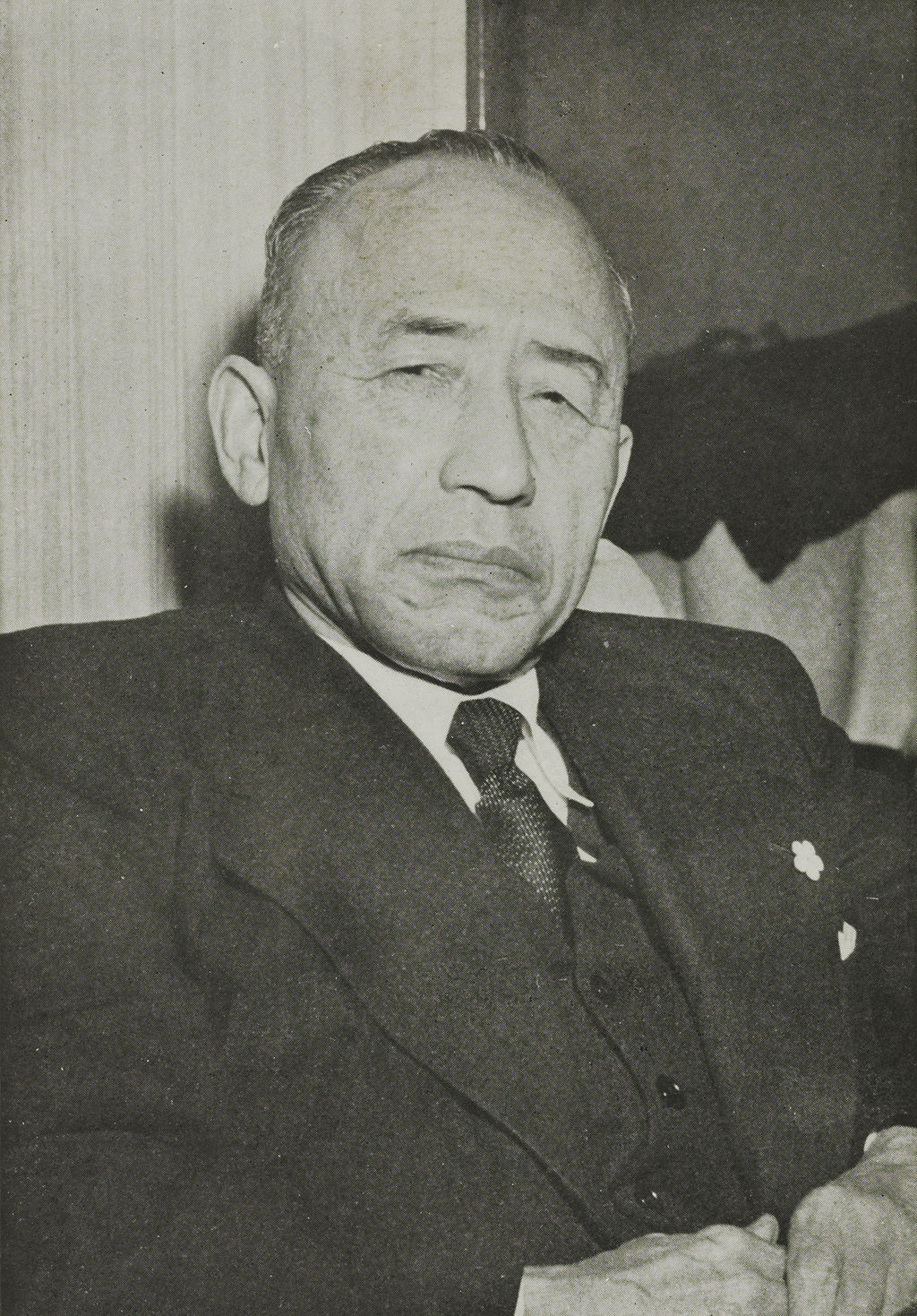
創設者・初代学長の天野貞祐

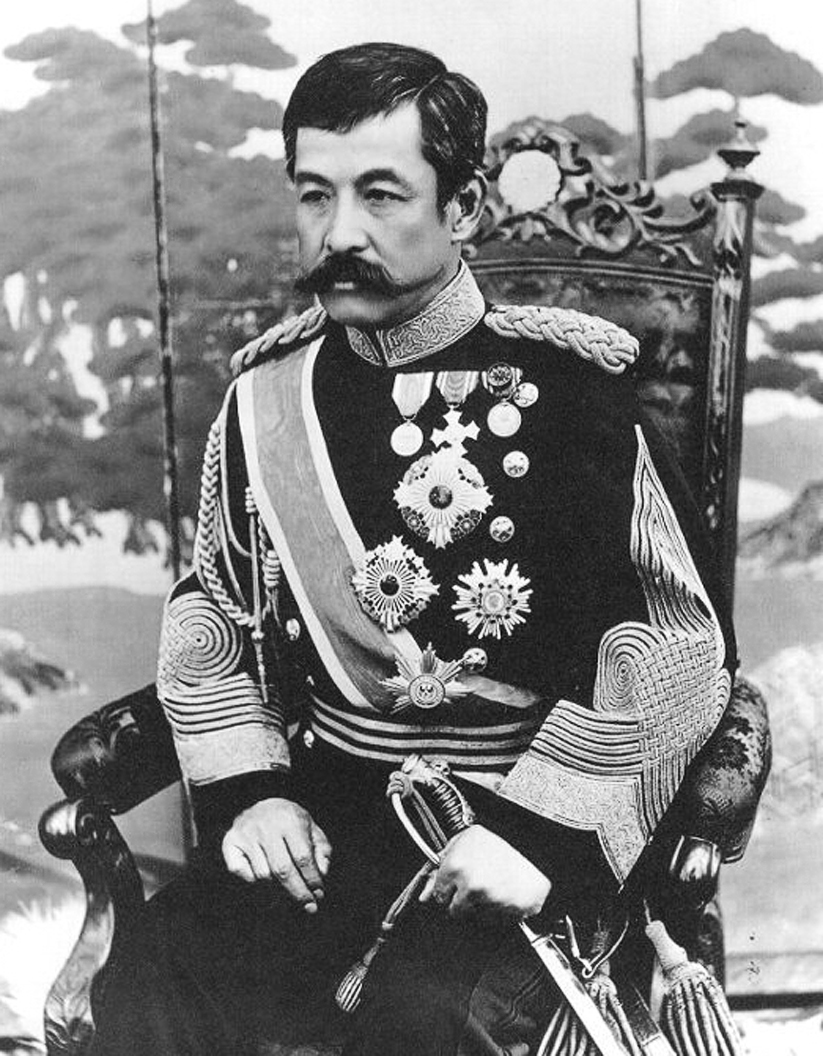
獨逸学協会会長・総裁の北白川宮能久親王。

- 1876年（明治9年）3月 - 獨逸同学会発足。
- 1881年（明治14年）9月 - 獨逸同学会を母体に、獨逸学協会[注釈 7]を設立。
- 1883年（明治16年）
  - 10月 - 東京府麴町区五番町13番地（現：東京都千代田区一番町25）に獨逸学協会学校設立。6年制の正則科（初等科・高等科いずれも3年制）を設置[注釈 8]。
  - 12月 - 3年制の変則科設置認可。
- 1884年（明治17年）10月 - 神田区西小川町一丁目15番地（現：千代田区西神田二丁目6）に新校舎が落成し移転。
- 1885年（明治18年）7月 - 変則科を廃し、新たに法律および政治の専門学科として2年制（のち3年制）の専修科[注釈 9][注釈 10]を設置。
- 1895年（明治28年）7月 - 専修科が帝国大学独法科へ移管され廃止となる[注釈 11]。なお、獨協学園ではこの専修科を獨協大学の源流と位置付けている。
- 1901年（明治34年）
  - 3月 - 各種学校として2年制の獨逸学協会学校獨逸語専修科を本校中学（西小川町一丁目15番地）裏の一丁目2番地に設置。
  - 4月 - 獨逸学協会学校獨逸語専修科から獨逸学協会学校附属獨逸語専修学校に名称を変更[93]。
  - 12月 - 本校中学が夜間の出火で校舎、書庫等を焼失[注釈 12]。獨逸語専修学校は牛込区白銀町19番地（現：新宿区白銀町・筑土八幡町[注釈 13]）の中学分校（別科）校舎に一時移転。
- 1903年（明治36年）
  - 4月 - 西小川町一丁目2番地に新築の分校（別科）校舎落成。別科と獨逸語専修学校は共に移転。牛込区白銀町の分校（別科）校舎を廃止[93]。
  - 5月1日 - 山脇玄・房子夫妻が廃止された分校（別科）校舎を活用し、實脩女學校（現：山脇学園）を創設。元は獨協の女子部（獨協女学校）として計画された[93]。
- 1908年（明治41年）
  - 7月 - 西小川町一丁目2番地の分校（別科）を廃止[注釈 14]。
  - 8月 - 獨逸語専修学校が麻布区飯倉町四丁目4番地（現：港区芝公園四丁目、東京タワー至近）に分校を新設[95]。
- 1924年（大正13年）4月 - 学則の一部を変更し、獨逸語専修学校に英語科を併置[93]。
- 1930年（昭和5年）- 金融恐慌・昭和恐慌の影響を受け、在籍者数を大幅に減らした獨逸語専修学校が廃校[96]。
- 1964年（昭和39年）- 獨協大学設立。外国語学部ドイツ語学科・英語学科、経済学部経済学科設置。
- 1966年（昭和41年）- 経済学部経営学科設置。
- 1967年（昭和42年）- 法学部法律学科、外国語学部フランス語学科設置。
- 1977年（昭和52年）- 大学院法学研究科修士課程設置。
- 1986年（昭和61年）- 大学院外国語学研究科修士課程ドイツ語学・英語学専攻設置。
- 1989年（昭和64年/平成元年）- 大学院法学研究科博士後期課程設置。
- 1990年（平成2年）- 大学院外国語学研究科博士後期課程ドイツ語学・英語学専攻、大学院外国語学研究科博士前期課程フランス語学専攻、大学院経済学研究科修士課程設置。
- 1992年（平成4年）- 大学院経済学研究科博士後期課程増設設置。
- 1994年（平成6年）- 大学院外国語学研究科博士後期課程フランス語学専攻設置。
- 1999年（平成11年）- 外国語学部言語文化学科、法学部国際関係法学科設置。
- 2003年（平成15年）- 大学院外国語学研究科博士前期課程英語学専攻英語教育専修コース、大学院経済学研究科博士前期課程経済経営情報専攻情報専修コース設置。
- 2004年（平成16年）- 大学院法務研究科設置
- 2005年（平成17年）- 大学院外国語学研究科修士課程日本語教育専攻設置。
- 2007年（平成19年）- 外国語学部言語文化学科を国際教養学部言語文化学科に改組。
- 2008年（平成20年）- 法学部総合政策学科設置。
- 2009年（平成21年）- 外国語学部交流文化学科設置。
- 2013年（平成25年）- 経済学部に国際環境経済学科を開設。

## 教育および研究

### 学部
外国語学部
- ドイツ語学科
- 英語学科
- フランス語学科
- 交流文化学科

国際教養学部
- 言語文化学科

経済学部
- 経済学科
- 経営学科
- 国際環境経済学科

法学部
- 法律学科
- 国際関係法学科
- 総合政策学科

### 研究科
法学研究科（博士前期課程・博士後期課程）
- 法律学専攻

外国語学研究科（博士前期課程・博士後期課程）
- ドイツ語学専攻
- 英語学専攻
- フランス語学専攻
- 日本語教育専攻 ※2020年閉鎖[97]

経済学研究科（博士前期課程・博士後期課程）
- 経済・経営情報専攻

法務研究科（専門職学位課程）※2015年以降募集停止
- 法曹実務専攻

### 研究・研究機関
- 外国語教育研究所
- 地域総合研究所
- 環境共生研究所
- 情報学研究所
- 獨協大学英語教育研究会 (DUETA)

### 採択された教育プログラム
- 学士力育成に資するEGAP英語教育の充実[99]（「大学教育・学生支援推進事業【テーマA】大学教育推進プログラム」において）
- キャリアカウンセリングの強化と地域の協力を得た就職支援（文部科学省「平成21年度大学教育・学生支援推進事業（就職. 支援推進プログラム）」）
- 外国語教育、環境教育を活用した「持続可能なまちづくり」創造事業（福島イノベーション・コースト構想推進機構「大学等の「復興知」を活用した人材育成基盤構築事業」[100]）

## 大学関係者と組織

### 大学関係者組織
- 獨協大学父母の会
- 獨協大学同窓会

## 他大学との協定・系列校
他大学との協定
- 獨協大学と放送大学との間における単位互換に関する協定書（1999年締結）[102]
  - 放送大学
- 埼玉県東部地区大学単位互換協定（2003年締結）
  - 埼玉県立大学
  - 日本工業大学
  - 文教大学
- 獨協医科大学（2015年度より）

他大学院との協定
- 大学院英米文学・英語学分野の単位互換制度に関する協定書（2003年締結）
  - 関東学院大学
  - 駒澤大学
  - 鶴見大学
- 大学院委託聴講生（フランス語フランス文学専攻）に関する協定書（2004年締結）
  - 青山学院大学
  - 学習院大学
  - 白百合女子大学
  - 上智大学
  - 武蔵大学
  - 明治学院大学
  - 明治大学

系列校
本学の他、以下の学校は全て学校法人獨協学園の設置している大学・専修学校・高校・中学である。
- 獨協医科大学
  - 獨協医科大学附属看護専門学校
  - 獨協医科大学附属看護専門学校三郷校
- 姫路獨協大学
- 獨協中学校・高等学校[注釈 15][104]。
- 獨協埼玉中学校・高等学校[注釈 16][105][106][107]

## 施設・キャンパス

### 所在地・周辺環境
最寄駅は「獨協大学前駅」（東武スカイツリーライン）である。
- 東京メトロ日比谷線や東京メトロ半蔵門線とも直通しているため、都内のターミナル駅である北千住駅には15分以内でアクセス可能。大手町・渋谷・六本木などへも40分～1時間以内でアクセス可能[108]。

#### 大学用地獲得の歴史
当初の獨協学園は、国立村山療養所（東京都武蔵村山市）にキャンパスを構えることを検討していたが、その土地が国有財産だったため取得が難しく、大学開学が行き詰まっていた。
一方、東武鉄道は、東武沿線の宅地化＆都心直結により「通勤路線化」を拡大していたが、その結果として、東京方面の電車ばかりが混雑する状況が発生していた。混雑緩和のために、折り返し電車を空の状態で走らせることを避けるため、通勤と反対の需要を産む集客施設として、大学を誘致するべく、霞ケ関駅と坂戸駅、現・獨協大学前駅に広大な敷地を確保していた。その情報を得た獨協学園は、3カ所を視察し、現・獨協大学前駅一帯を第一候補に定め、獨協学園と関湊（東武側の責任者）による交渉が持たれた。
関は学園との交渉で、東武側のメリットを前にしても、土地を安売りすることはしなかったため、売値は高額だったが、獨協学園は、「東京都心部から近い立地」に魅力を感じて、2万4000坪を大学用地として購入した。
交渉過程はビジネスだったが、関は天野の思想に感銘を受け、また天野も関の人柄に惚れ、両者は関係を深め、関は獨協学園の理事（後に理事長）に就任している。大学の開学により、街は学園都市としての顔を持つようになり、また朝ラッシュ時に通学需要が生まれ、浅草駅からの折り返してくる電車にも多くの学生が乗るようになった。

#### 周辺環境
WELL BIND（ウェルバインド）
キャンパスに隣接した土地は、産官学5者（従来からの草加市、獨協大学、独立行政法人都市再生機構による3者連携に、東武鉄道株式会社、トヨタホーム株式会社を加えた）によるまちづくり連携協定に基づき、非常に大規模（約54ヘクタールが対象）な、官民一体の複合開発計画が行われている。
コンフォール松原内にあり、草加松原団地の全面建替事業で生み出された敷地を活用している。
草加市より、良好な景観形成を目的とした「新市街地形成地区」として指定されており、統一感のある都市空間を整備するために、まちづくりにルールが設けられている。
豊かな緑の配置とともに、商業施設や生活インフラの向上も行われており、敷地内に、商業施設（トーブ イコート）、青少年交流センター（ミラトン）、獨協大学コミュニティスクエア がある。
- TOBU icourt/トーブ イコート[114]
東武グループによる商業施設であり、東武グループは、この施設を通じてまちづくりにおける獨協大学との連携を更に強めていく方針である[115]。獨協大学のような文教施設と松原団地記念公園に隣接しているエリアの特徴を活かした「Foodie」「Design」「Culture」「Wellness」の4つをコンセプトとし、地域居住者および獨協大学生をターゲットとしたサービスを展開する[116]。
- 草加市立松原児童青少年交流センター（ミラトン）[117]
子どもの居場所やまちづくりの拠点となるべく「児童館機能に、青少年の活動・多世代交流・音楽活動の場としての機能」が加えられた「多世代・多機能型の複合施設」。全ての人が利用できる（子供、および30歳までの若者が中心）。愛称の「ミラトン」は「草加未来トンネル」の意味である。
  - 松原テニスコート…ミラトン内に設置されている、全天候型コート、およびナイター設備が完備のテニスコートである。敷地面積約3766平方メートル。
- 獨協大学コミュニティスクエア[112]
「学術研究・教育活動×地域との開放的な交流の場」「森の中の教育施設」がコンセプト。
  - 地上1階建て、延床面積1260㎡、2023年3月完成[118][119]。
  - 周囲の自然、および施設との融合を目指した構造になっており、パッシブとアクティブな技術を散りばめ、SDGsの達成およびZEB化を目指す。
  - CASBEEにおいて「S（最高評価）」を獲得[120]。
  - また、埼玉県のおける緑化計画の中から、特に優秀で他の模範となる計画として「令和6年度 彩の国みどりの優秀プラン賞」として選定された[121]。

### キャンパスのコンセプト
キャンパス全体が、3つのコンセプト「1. オールインキャンパス」「2. エコキャンパス」「3. ラーニング・コモンズ」に基づいて設計されている。
- 1. オールインキャンパス
一つのキャンパスに必要な施設全てが配置され、全学部学科、研究科の学生が1つのキャンパスで学ぶ「オールインキャンパス」であり、その特性が活かされた設計・運営が行われている[27]。
  - 学年や学部を超えた人との交流を行いやすい[122]。
  - 他学部・他学科の授業の履修がしやすい[123]。
  - 学生が勉学と課外活動の時間を効率的に活用できる[注釈 19][124][125][126][127]。
  - 事務局が全学部対応することが可能となっている[注釈 20]。

- 2. エコキャンパス
「獨協大学環境宣言」を制定し、エコキャンパスを推進している。
  - 2007年3月以降に施工された建物は全て様々な省エネルギー技術が取り入れられた、環境配慮型の省CO2推進施設となっている[128]。
    - 「獨協環境スタンダード」を設定し、環境に配慮した事業を展開している[129]。

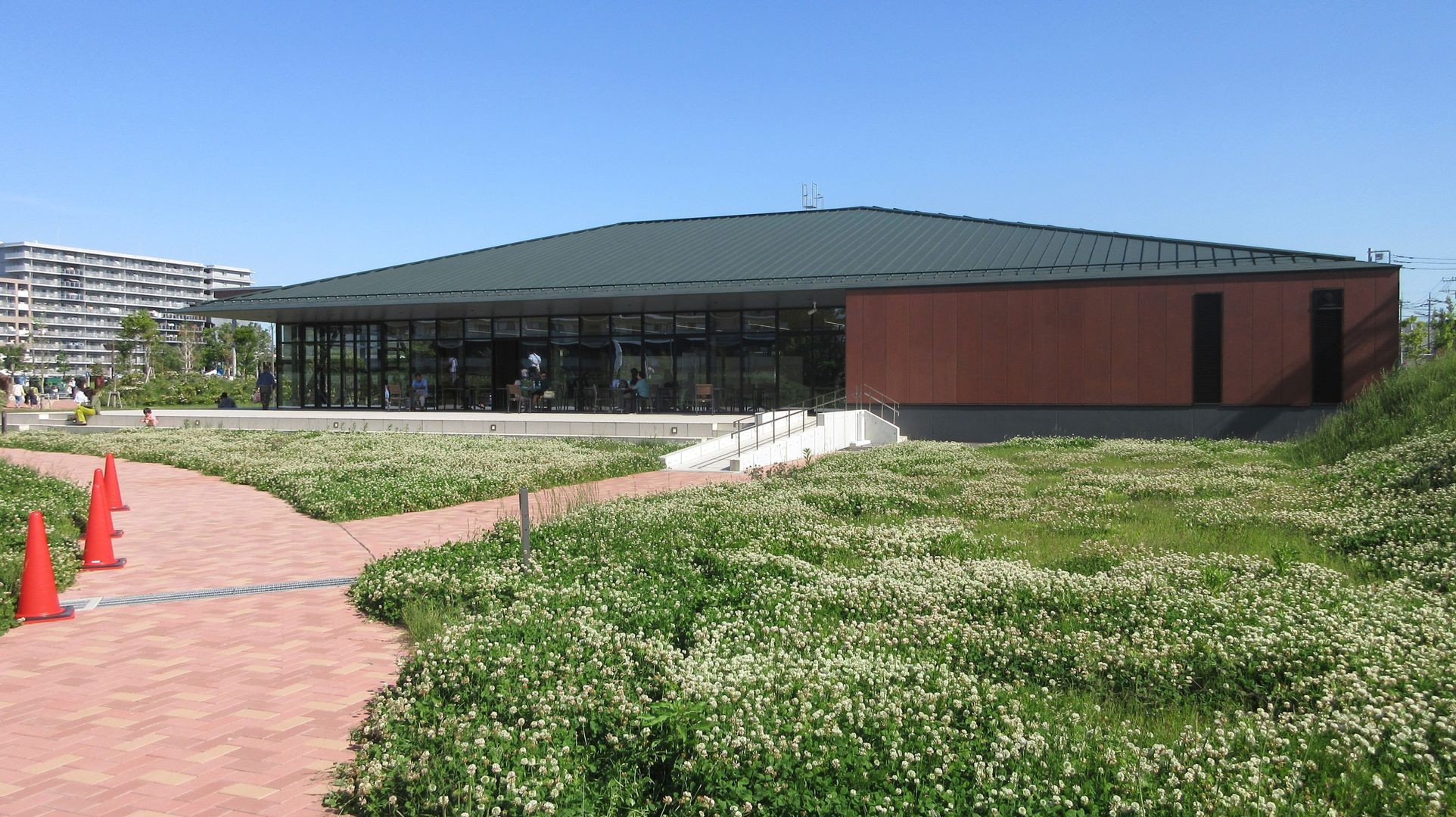
獨協大学コミュニティスクエア

- -     - 「獨協大学コミュニティスクエア」は、建築物の環境性能評価システムであるCASBEEにおいて、最高の「Sランク（素晴らしい）」と評価されている[120]。

  - キャンパス内の森と草加市内の公園や水辺をつなぐ「地域全体での緑の回廊の形成」を行っており、「獨協の森」と呼ばれるほど、緑豊かなキャンパスづくりを進めている [130][126][131]。
    - 芝生広場の水田では10kg以上もの米を収穫し、「食料・農業・環境」の繋がりを学ぶ体験学習を行っている[132]。
    - 東棟3階の屋上庭園は、里山風景を再現しており、130種類以上の植物や野菜を栽培している[132]。
    - 生物多様性の回復を進める一方で、特定外来生物の駆除にも取り組んでいる[130]。
    - 2017年にはツミの営巣も観察されるようになり、餌となる昆虫やカエルが繁殖するなど、学内に多様な動植物・昆虫の生態系が形成されている事が明らかになった[130]。

- 3. ラーニング・コモンズ
「学生の自律学習支援の拠点形成」を基本コンセプトとする。天野貞祐記念館（2007年3月施工）以降に建設された建物（東棟、西棟、学生センターなど）は全て、ラーニング・コモンズが取り入れられ「クリエイティブ、リサーチ、プレゼンテーション」の各ゾーンがキャンパス全体に配置されている[133]。

### 建物・教育施設
校舎はドイツの有名建造物をモデルにしている。

#### 天野貞祐記念館
外観はドイツの国会議事堂をモデルとし、創立40周年を記念して建設された学内最大の複合施設である。
「教室ゾーン（東側）、ICZ（中央）、図書館ゾーン（西側）」で構成され、以下の施設を有する。
- ICZ（International Communication Zone）
3階と4階に位置する英語･ドイツ語･フランス語を中心に各国の書籍やTVに触れられるスペース[135]。
- 図書館
1階～4階に位置する。蔵書の約半数を1階から3階の開架書架に、残りを4階にある自動書庫に配置。
研究個室やキャレルコーナー、グループ利用席、共同学習室、AVコーナー、発話トレーニングブースなども設置されている。
（敷地面積：11555m^2、蔵書約95万冊、閲覧席1130、PC設置席114）
- 大講堂
3階に位置する。収容人数は504人で、三層分の高さを有する階段状の円形講堂。
プロジェクターや大型映写幕等の高度なAV設備を備え、講演会や学会など様々な催しが可能である。コンサートなどの音楽イベントにも対応できるよう、可変式残響反射板など音響性能も配慮されている。
- 獨協歴史ギャラリー
1階に設置されている。獨協学園の創立から現在に至るまでの歴史を映像や現物資料で展示する。西周や天野貞祐を初めとした学園所縁の学者・文化人の業績を展示している[136]。

（地上5階建て、高さ33m、延床面積約29,500㎡、施工年2007年3月）

「日本建築家協会優秀建築選2008」「2013年度草加市まちなみ景観賞」受賞

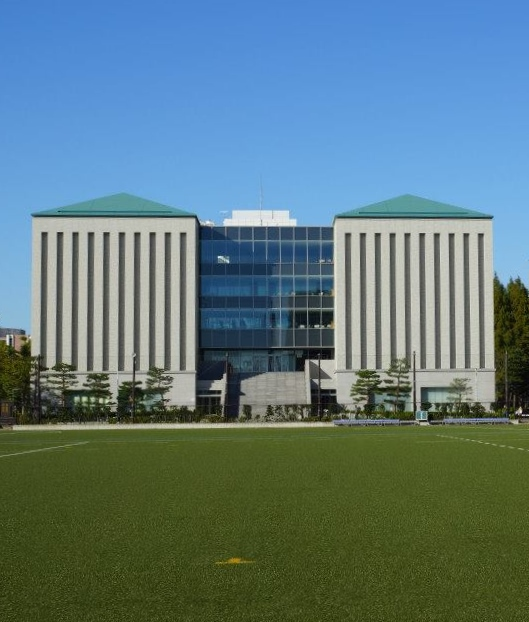
最先端の省エネルギー・環境技術を導入した東棟。平成21年度国土交通省「住宅・建築物省CO2推進モデル事業」採択。開学時に最初の講義が行われた2棟の跡地に建設された。

記念館外観・内部
- 天野貞祐記念館(北側)
- 天野貞祐記念館・エントランス
- 天野貞祐記念館(南側)

#### 東棟
外観はドイツのペルガモン博物館をモデルとする。2つの棟をガラス張りのブリッジが繋ぐ構造で、キャレルブースや学生ラウンジなど特徴的な共有スペースを有する。
（地上5階建て、延床面積約15,000㎡）

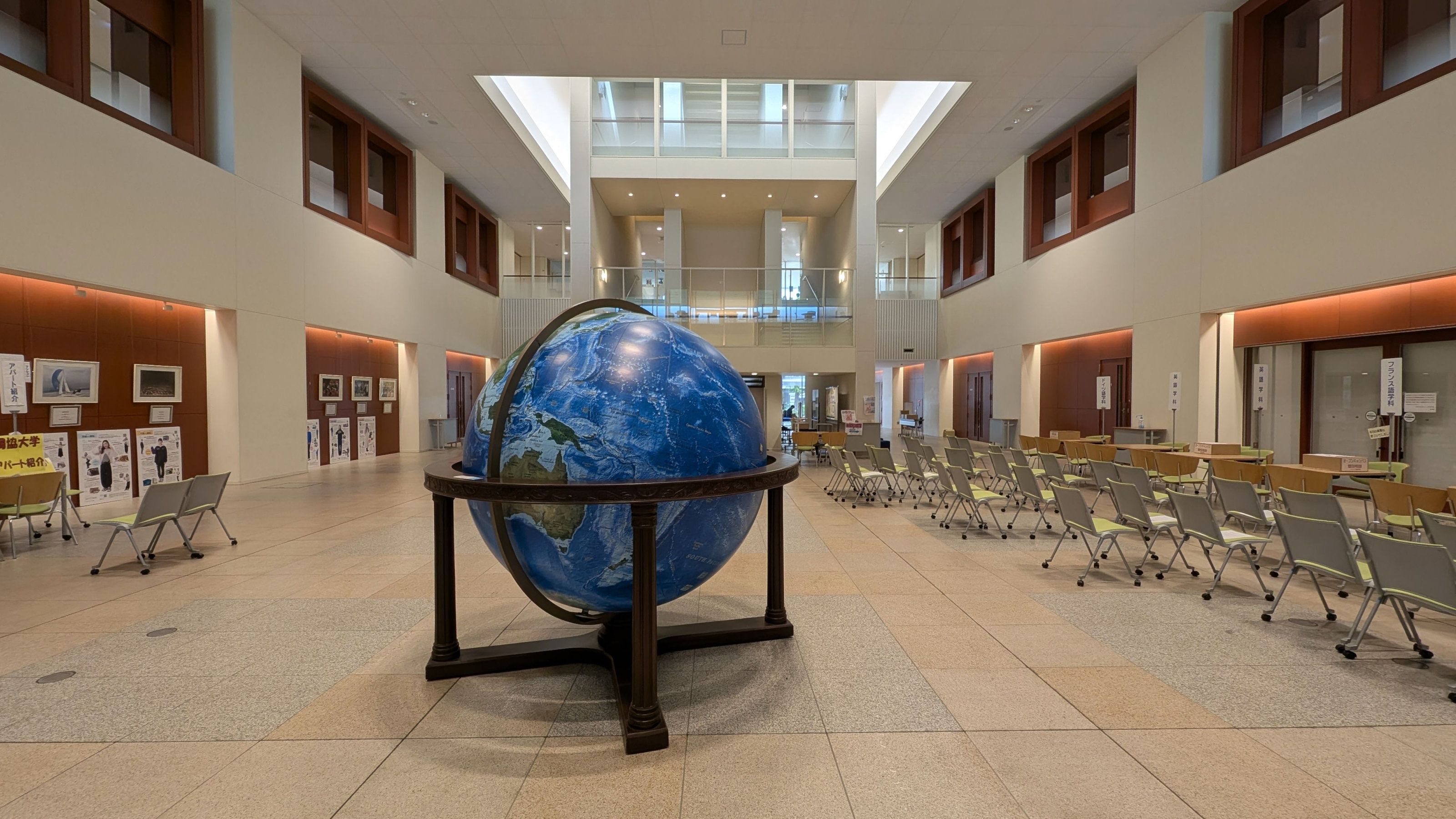
東棟1F・同窓会寄贈の地球儀

- 計65の教室を有し､教室割り等の変更が可能な設計となっている｡
- 1・2階は大規模な階段教室が4室設置され､同一講義を最大1600人が同時に受講可能。
- 3階には「同時通訳演習室」や「環境生物実習室」などの特殊教室と小教室。
- 4階はPC教室、5階は全て､ゼミや語学教育などの対面型少人数教育用の小教室。

「2011年埼玉県環境建築住宅賞優秀賞(一般建築部門)」受賞。

国土交通省平成21年度(第1回)「住宅・建築物省CO2推進モデル事業」採択。

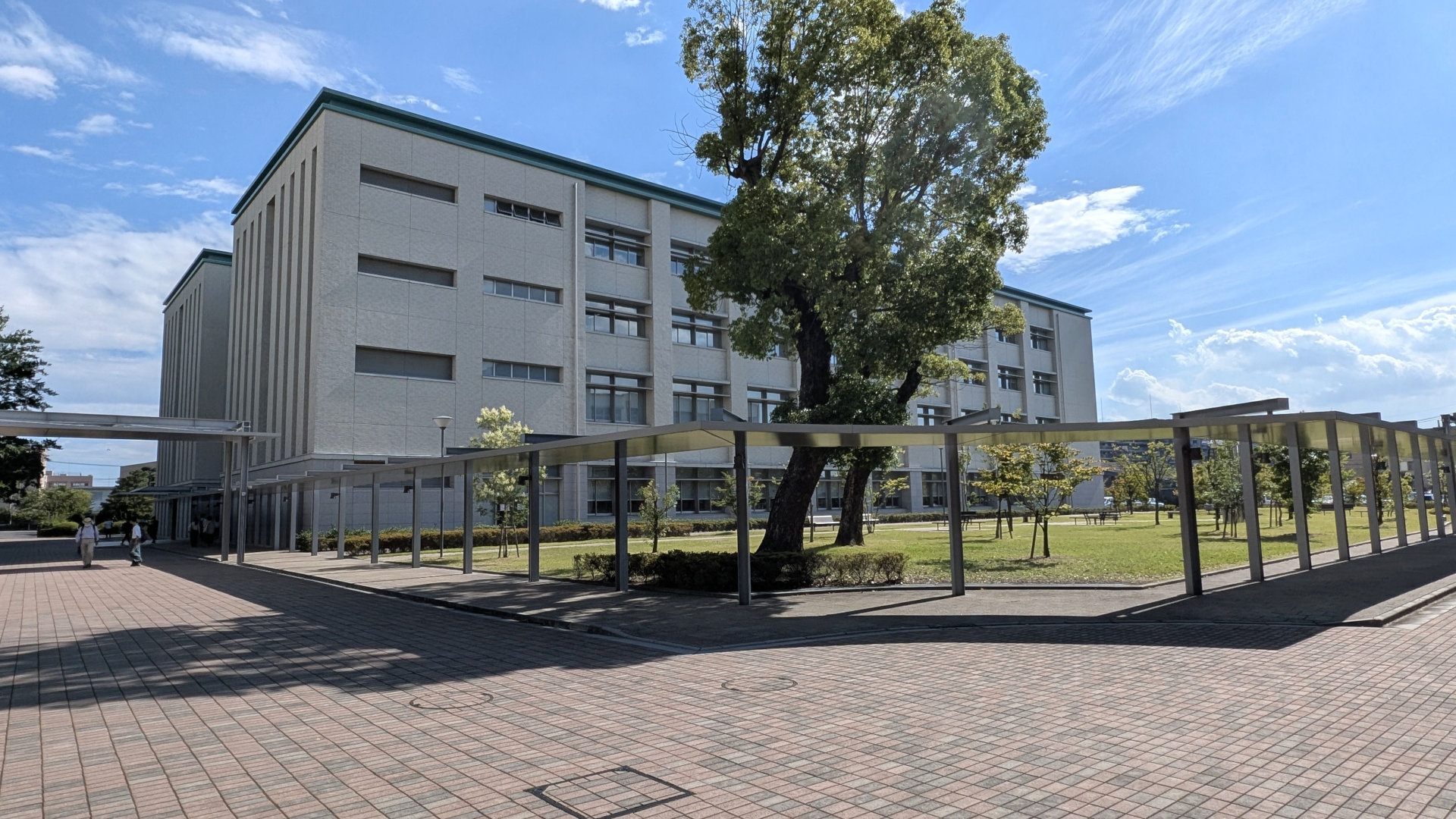
創立50周年記念館(西棟)

#### 創立50周年記念館 （西棟）
東棟と類似した外観となっている。次世代型の学習空間として、先進ICTを活用したアクティブ・ラーニングスペースが設けられている。
- 30人～500人用の様々な広さの教室とアクティブラーニング教室、およびICT設備や家具が整備された3種類（リラックス・コミュニケーション・多目的）のラウンジが配置されている。
- 本棟横の旧図書館があったスペースは緑化スペース「北庭」として整備され直された[137][138][139][140]。

（地上4階建、延床面積13,419㎡、竣工年2017年）

#### 学生センター

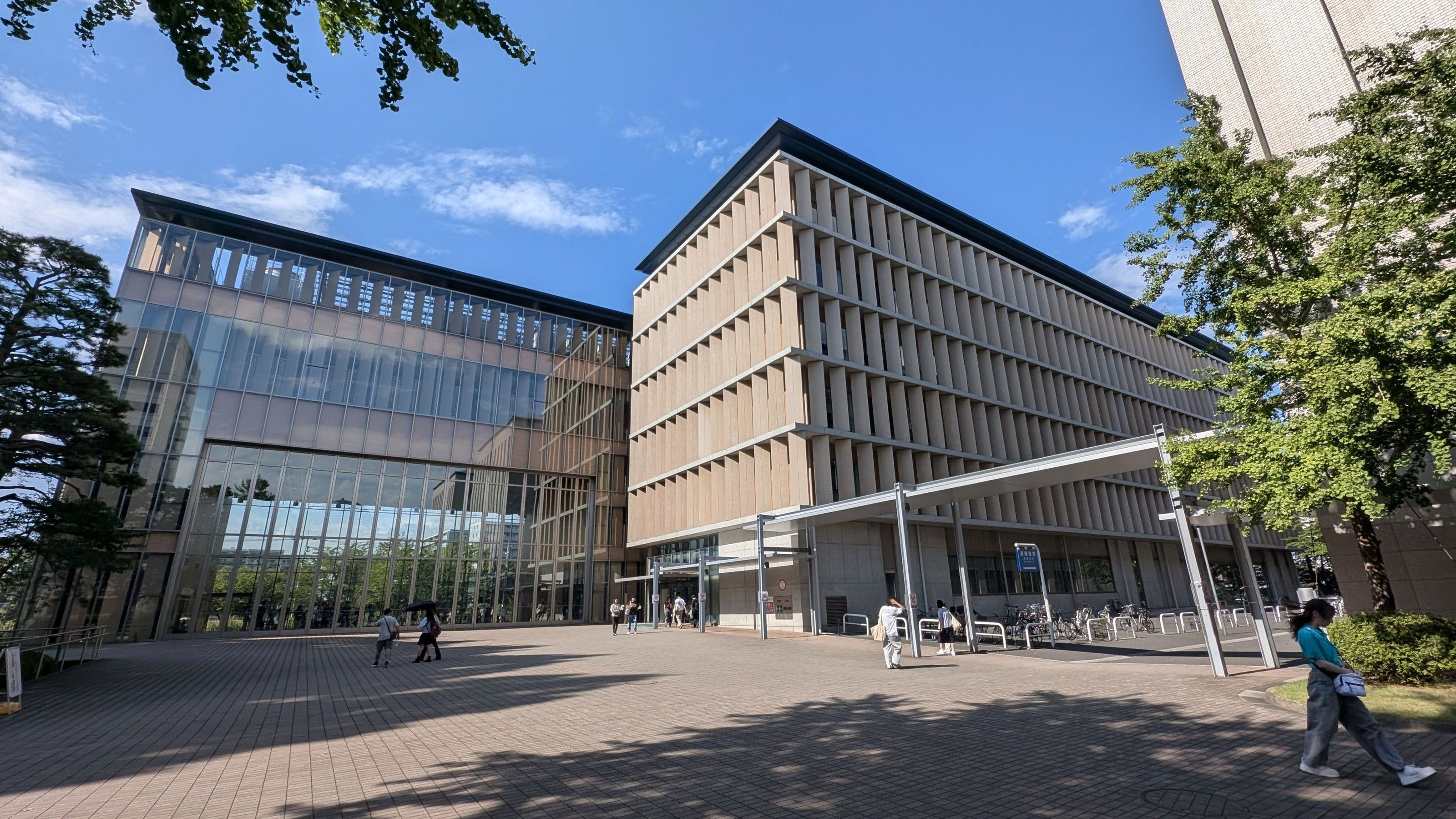
学生センター

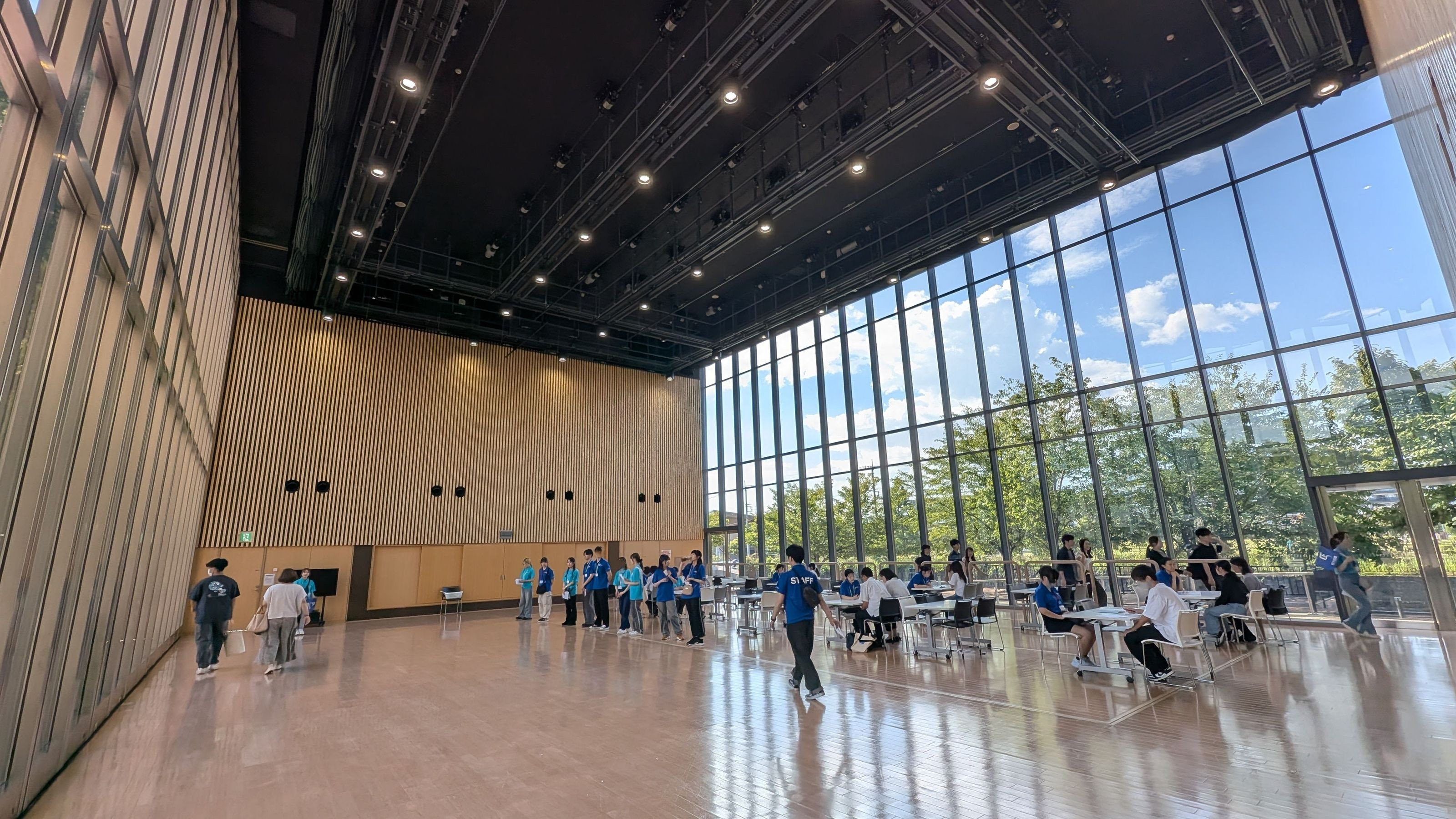
自動昇降のステージを備えた雄飛ホール

「部室棟」と「すべての学生が利用できる開放的な施設」の両機能を備えた建物。1階は学生が自由に利用できる「オープンスペース」などを設け、部室機能は3階以上に配置されている。
- 基本コンセプトは以下の通り[141]。
  - 1. 大学教育における学友会活動の意味を表現
  - 2. 学友会以外の全学生も活動できる場所
  - 3. 利用形態の変化に応じた柔軟な利用
  - 4. 学生と教職員との距離の近さを感じられる
  - 5. 人と建物と自然の調和
- 1階の多目的ホールは通常、フリースペースとして利用されるが、大学祭や野外コンサートでは床がせり上がり特設ステージになる。
- 南棟（6階建）は100団体の部室と事務局を集積し、北棟（4階建）は学友会活動を内外に積極的にアピールする情報発信スペース（スタジオ・アトリエ・茶室など）である[142][125][143][144]。

（地上6階建て、延床面積9,556㎡）

「2013年度グッドデザイン賞」「2013年度草加市まちなみ景観賞」「日本建築家協会優秀建築選100選」受賞

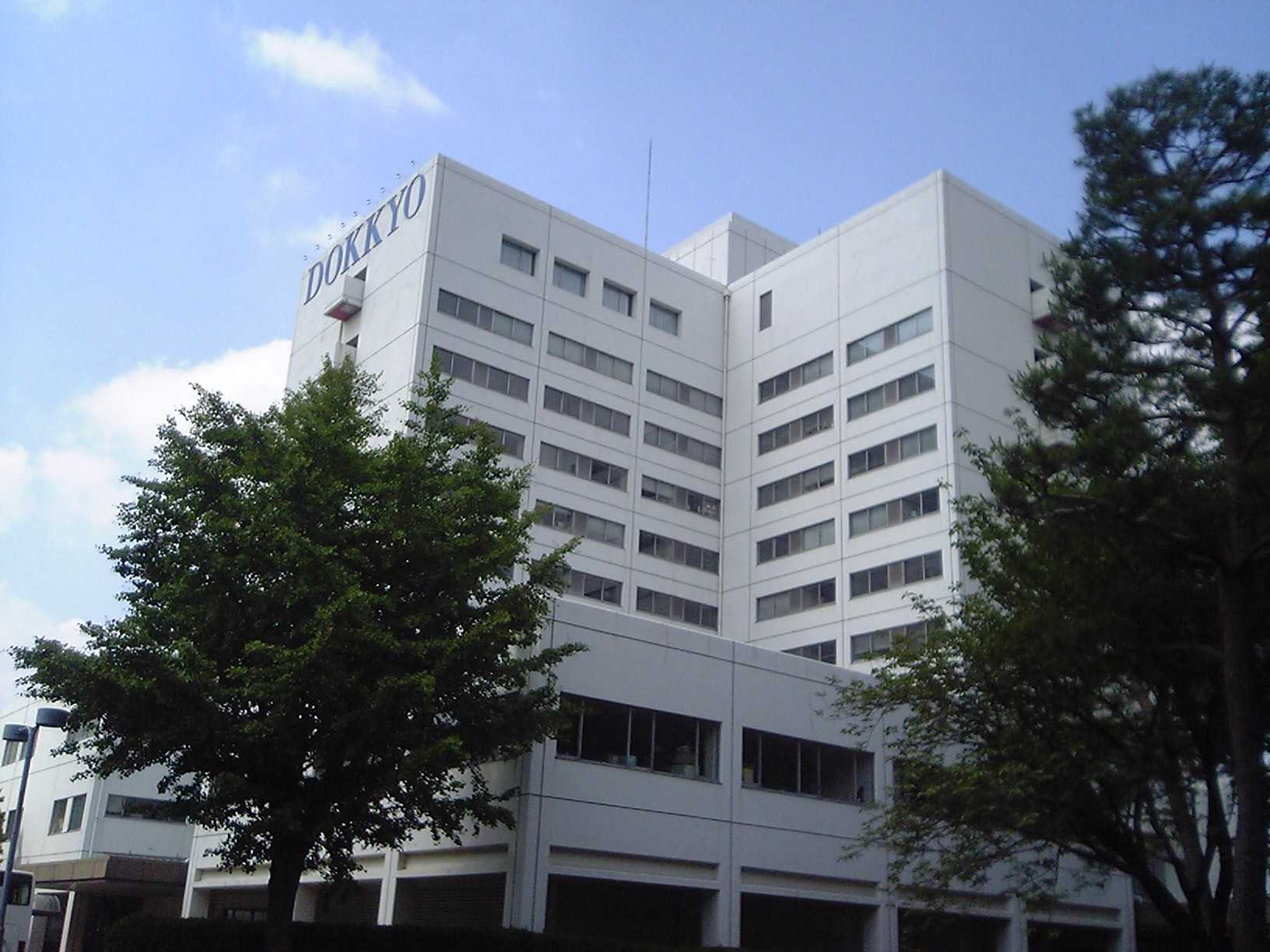
本部棟の跡地へ1981年に竣工した中央棟。法人本部や事務局、教員研究室などの中枢機関が集積する。

#### 中央棟
法人本部や事務局、教員研究室で構成され、1階には入試課、講師室、教育研究支援センターなど、2階には総務や会計などの各種事務局や教職員食堂などが設置されている。4階から9階は教員の研究室となっている。
- 「CLEAS （クレアス）」という自律学習支援スペースが、2019年4月より1階にオープンした[145]。教育研究支援センターが行う自律学習支援の中核的な場としても機能する。なお、CLEAS という名称は、Central LEArning Square から。

#### 35周年記念館
- 1階は体育館アリーナと多目的スペース、各種店舗など[146]。
- 2階には約200名を収容可能な小講堂、座席数約2000の学生食堂がある。

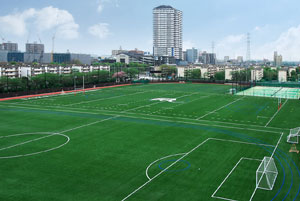
グラウンドには第5世代と呼ばれる最新のドイツ製人工芝が敷設されている。芝の枝葉部分は65ミリで、外周には一周約630mのランニングロードが設置されている。

- 3階は音楽練習室を有する。

#### グラウンド
- 総面積は約29,000㎡[147]
- グラウンドの外周には一周約630mランニングロードが設置されている。
- 2007年3月にリニューアルされ、体育科目や学友会活動のみならず、地域住民の心身の健康維持・増進を目的とした施設となっている。
- 2005 FIFA U-17世界選手権や横浜みなとみらいスポーツパークで採用された第5世代と呼ばれる最新のドイツ製人工芝（枝葉部分は65ミリ）が敷設されている。

### 学外施設

#### 寮（敬和館）
- 女子学生寮である。
- 名前は大学創設者の天野貞祐の、人間関係を律する基本的なあり方と考えられる「敬して和する」精神に由来し、命名されている。
- 1967年より足立区竹ノ塚に設置されていたが、キャンパス再編計画の一環として、地上10階建ての総合教育施設として2012年2月に竣工した。
  - 同施設内に「地域と子どもリーガルサービスセンター」「獨協地域と子ども法律事務所」「社会人向け大学院教室」を含む

## 学生生活

### サークル・愛好会
「学友会組織も教育機構の一環」と学則に明記されている。
- 大学設立時、天野貞祐は「大学は学問を通じての人間形成の場である」という建学理念の下、「大学教育における全人的な人間性の開発」を目指した。その手段として「授業だけでは得難い、経験・知識・体力」を得るための学生の自主的活動である学友会組織を重視した。
- 学友会活動の拠点となる「学生センター」は、そうした天野貞祐の理念を具体化するため、最寄り駅から大学中央部へのメイン動線の中で、学生が「最初に出会う」位置に建てられた。
- 文科系・体育会のサークル・愛好会が活動している。男子ラクロス部は関東学生一部リーグ、硬式野球部は首都大学野球の二部リーグに所属している。

### アルバイト
学校公認の学校別アルバイト情報サイト「バイトネット」に加盟している。

### 奨学金
経済支援を目的とした獨協大学独自の奨学金が用意されている。
- 給付総額・給付人数は同規模大学の中でトップクラスである[151]。
- すべて給付型で返還は不要である。

## 社会との関わり

### 企業からの評価
- 2022年「人事が見る大学イメージ調査」（日本経済新聞社と日経HRが実施）[152]において、獨協大学は「関東・甲信越」で第10位にランキングされた[152][153]。
  - 全ての上場企業と一部有力未上場企業の人事担当者を対象に、採用した学生から見た大学のイメージなどを聞いた調査である。
  - 全体では28位、私立大学中では3位（慶應義塾大学、早稲田大学に次ぐ）[154]。
  - （東京に本社のある企業を対象にした場合）全体5位（私大1位）。
  - 大学の取り組みとしては3項目が上位にランキングされた。
    - 授業の質向上に熱心に取り組んでいる大学：全体10位（私大2位）
    - 日本人学生のグローバル教育に取り組んでいる大学：全体8位（私大5位）
    - 外国人留学生の受け入れ、教育・就職支援に力を入れている大学：全体10位（私大3位）

### 主なイベント
語学・国際交流に関するイベント
- 天野杯の開催
全国の大学生を対象とした、英語・ドイツ語の外国語弁論大会が開催されている。全国の高校生を対象とした英語・ドイツ語のコンテストも開催されている。
  - 英語弁論大会
    - 「大隈杯 (早稲田大学)」「福沢杯 (慶応義塾大学)」と共に全国三大スピーチコンテストの一つに数えられている[155]。
    - 外務大臣賞、文部科学大臣杯が授与される[156]。
    - 外務省､文部科学省､ブリティッシュ・カウンシル、カナダ大使館、埼玉県､埼玉県教育委員会､草加市､埼玉新聞社､NHKさいたま放送局､テレビ埼玉、獨協大学同窓会 などが後援である[157]。

  - ドイツ語弁論大会
    - ドイツ連邦共和国大使館、オーストリア共和国大使館、スイス連邦大使館 などが後援である[158]。

- 獨協インターナショナルフォーラム [159]
1987年より国際交流を推し進めるために年1回開催されている。
  - 1986年に実施されたエセックス大学、デュースブルク＝エッセン大学との三大学合同での国際シンポジウムの成果を引き継いでいる。
  - 各回のテーマについて、国内外の専門家による講演・討論やワークショップが行われる[160][161]。
  - 日本語と外国語の同時通訳がついており、サイマル・インターナショナルなどの通訳会社が協賛についている[162]｡

- 草加国際村一番地
草加市国際交流協会と本学の共催により、毎年、本学キャンパスで開催される祭典[163]。世界各国出身の草加市民により、各国料理の屋台・音楽とダンスのステージ・民族衣装の試着体験など、数多くのプログラムが行わる。本学留学生が、各国の言語を用いながら市民と異文化交流を深めるコーナーや、本学学生団体やゼミによる、フェアトレードカフェ、世界が抱える経済格差や民族の問題についての研究発表やトークイベントなどが開催される。

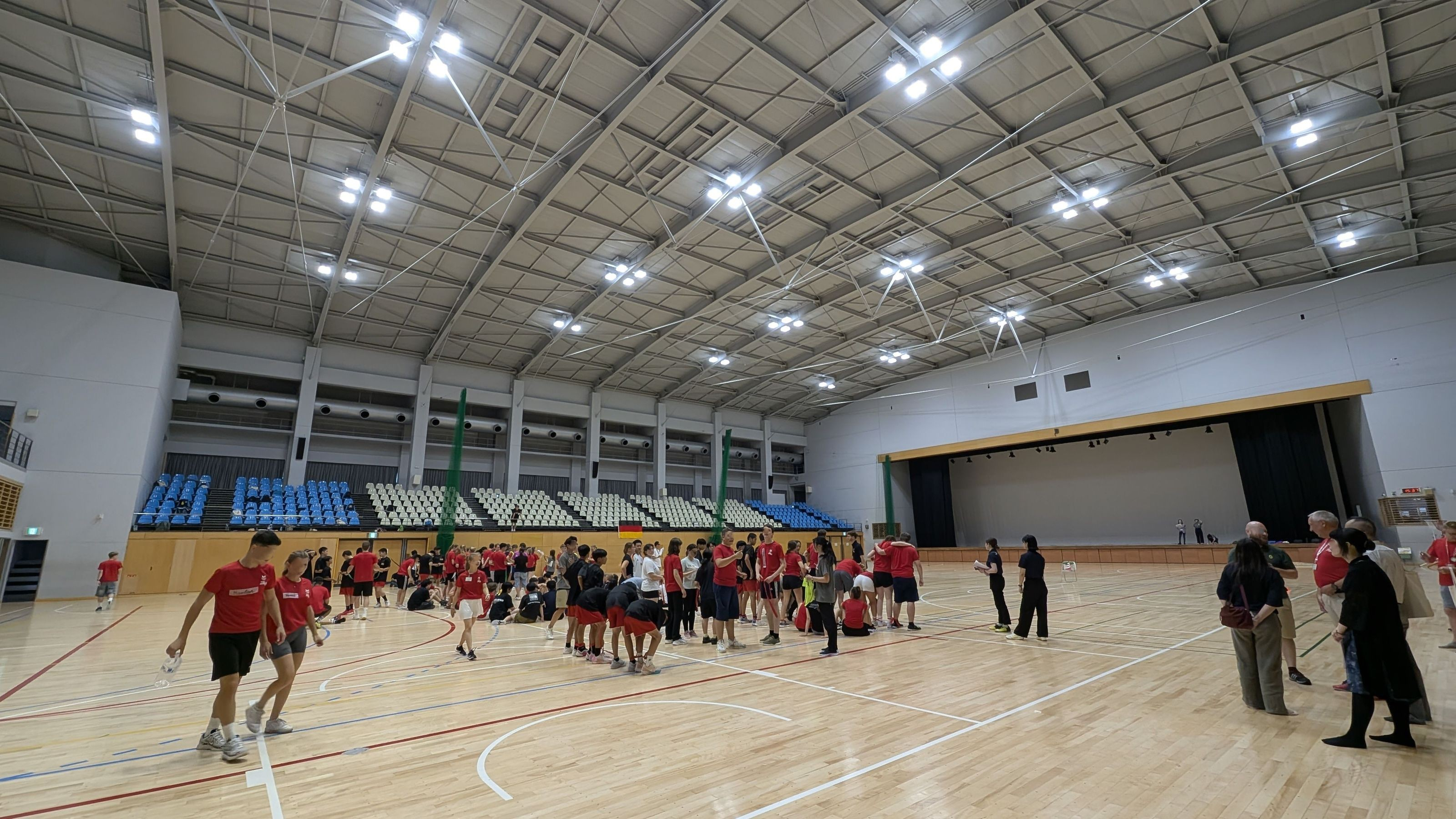
ドイツフェス・35周年記念館にて日独スポーツ少年団交流

- Dokkyoドイツフェス
2024年8月3日および4日、獨協大学創立60周年を記念し、ドイツ文化の多様性と豊かさを広く紹介し、学生や地域社会にドイツとの深いつながりを感じてもらうことを目的とし、「ドイツと日本をつなぐ」をキーワードにした「Dokkyoドイツフェス」が、獨協大学キャンパスおよび、隣接した松原団地記念公園において開催された。
「五感で楽しむドイツ文化」「歴史／文化トークセッション」「ドイツ語ワークショップ」「留学・就職フェア」の4つのセクションから様々なイベントが開催され、ドイツ料理を提供する飲食店やインポータ―、国内のクラフトビールブルワリーが複数出店し、トークセッションには綿谷エリナなどが参加した。
後援：ドイツ連邦共和国大使館、オーストリア大使館 / オーストリア文化フォーラム東京、ドイツ商工会議所、ドイツ観光局、オーストリア政府観光局、ゲーテ・インスティトゥート東京 / 東京ドイツ文化センター、ドイツ学術交流会(DAAD)、日独協会、草加市、草加市教育委員会[164][165][166][167][168]

環境問題に関するイベント
- Earth Week Dokkyo[169]
年2回、夏と冬（それぞれ1週間）「持続可能な地球社会」をテーマに環境週間が実施されている[170]｡
  - 国際環境経済学科・環境共生研究所のプロジェクトチームと有志学生による「Earth Week Dokkyo実行委員会」の企画運営で行われる[171]。
  - 環境に関する講演会や討論会、写真展やドキュメンタリー上映会などのイベントが行われる。
  - 学内で栽培したラベンダースティックや種子の配布､ファーマーズマーケットの開催などが行われている｡
- 伝右川再生会議
国際環境経済学科のプロジェクトチームが伝右川の再生・浄化活動や啓蒙活動に取り組み、調査・研究活動を行っている[172][75]。

学業・文化・その他のイベント
- 学園祭
獨協大学の学園祭は「雄飛祭」と呼ばれ、近年では10月末〜11月初旬の土・日曜日の2日間の開催となっている。雄飛祭実行委員会が中心となって運営を担当し、参加団体は體育会や愛好会・サークル、ゼミなどで、種々のイベントが催される。また例年6月上旬に文化系サークルが中心となる「創造祭」も行われる｡[173]

- 学生懸賞論文
毎年秋～冬にかけて行われている｡「論文としての体裁」「文章力」「結論の論理性」「今日的問題との関連性」などの視点から､最優秀賞や優秀賞が選ばれ､表彰状や副賞が授与される｡

- 経済学部プレゼンテーション・コンテスト（プレコン）
経済学部生が3人以上でチームを組み、研究・ゼミ活動に関連するプレゼンを行う。2013年度に新設された。最優秀賞、優秀賞、経済学部長奨励賞、アイデア賞、敢闘賞、ベストプレゼンター賞などが表彰される[174]。

- 伝統芸能鑑賞会
学生が伝統文化を間近に触れることを目的に父母の会によって主催されている。2010年6月に第1回「能」が開催され､[175]その後も、国立劇場､歌舞伎座､国立演芸場などへの歌舞伎鑑賞会や寄席訪問など定期的に開催されている｡近年は「東京宝塚劇場 宝塚歌劇 団体鑑賞」も行われている[176]。

### その他の取り組み
- 大学等の「復興知」を活用した人材育成基盤構築事業
東日本大震災および原子力災害によって失われた浜通り地域等の産業を回復するために、新たな産業基盤構築を目指すプロジェクトである「福島イノベーションコースト構想」における、大学等の『復興知』を活用した人材育成基盤構築事業」の採択を受け、外国語教育、環境教育を活用した「持続可能なまちづくり」創造事業を実施している[177]。
事業のポイント：本学と田村市との間で継続的な連携関係を構築し、これまで大学が培ってきた「外国語教育」「環境教育」に関する資源やノウハウを活かした事業を展開し、情報発信と「環境に配慮した持続可能なまちづくり」の仕組みを構築し、それを相双地域の他の浜通り市町村に展開していく。
人材育成の目標：本学におけるSDGs達成の担い手育成と浜通り地域の復興に貢献する人材育成を目標とする。本学の学生、および地域の子ども・若者、社会人が、持続可能な社会を実現するために地域社会や国際社会において活躍できるようになることが目的である。
- 産学官福コラボ「3Cプロジェクト」
 草加市、社会福祉法人草加市社会福祉事業団、株式会社モンテール、獨協大学、日本薬科大学は、草加市にある障害福祉サービス事業所「つばさの森」が製造・販売する新商品を共同開発する「3Cプロジェクト」を2023年11月より実施している。
SDGｓ取組の一環として、つばさの森の利用者の方の働きがい・施設の売り上げ向上に貢献し、更なる自立を目的にした産学官福の連携事業である。今回は5者の強みを生かして、つばさの森が製造・販売する製菓をよりおいしくすること、またこのスイーツを通じて、地域とのつながりをより強くしていくことを目指している。3Cとは、現行品の｢チェック｣、よりおいしくする｢チェンジ｣、 新しいことへの｢チャレンジ｣の頭文字を取ったもの[178][179]